# Lisi Martín
Felicidad Martín Marqués (Barcelona, 1944) és una dibuixant catalana, més coneguda com a Lisi Martín, pseudònim amb el qual signa.

## Biografia
Nascuda a Barcelona el 1944, va formar-se com a il·lustradora a l'Escola Massana de Barcelona. Els primers anys de la seva vida professional va treballar per a l'editorial catalana Busquets Gruart, dibuixant majoritàriament postals de Nadal.
A començaments de la dècada de 1980, després d'una visita a la Fira del Llibre de Frankfurt, va començar a dibuixar per a l'editorial sueca Picture Graphica fins a la seva jubilació, per la qual cosa ha desenvolupat la major part de la seva carrera professional fora del país i és poc coneguda a Catalunya.
Si més no, durant els anys 1981 i 1982 la seva obra va estar representada a les edicions del Saló del Còmic i la Il·lustració de Barcelona.

## Obra artística
S'ha especialitzat en la il·lustració de temes infantils amb un estil delicat, femení i particularment adequat per suggerir atmosferes de somni, el qual encaixa a la perfecció amb els gustos nòrdics i centreeuropeus.
Els seus dibuixos il·lustren especialment postals de Nadal i felicitacions diverses, però també se n'han fet nines, paper de regal, edicions seriades de plats, figures de porcellana i marxandatge per al mercat europeu i nord-americà.
Tots els dibuixos expliquen una història que es va descobrint quan s'hi observen amb atenció els detalls que estan situats estratègicament per explicar que esta passant. s'aprecien escenes plenes d'activitat i simpatia; així com altres més tranquil·les i austeres, fins i tot melancòliques, envoltades d'aparent senzillesa. Les ambientacions són d'una importància cabdal, atès que dibuixa en cada moment l'entorn necessari per aconseguir endinsar-nos en el seu univers idíl·lic i romàntic, amb protagonistes majoritàriament infantils.
És una aquarel·lista d'ofici i domina aquesta complicada tècnica a la perfecció; aconsegueix transicions, formes, colors suaus, nets, majoritàriament tons pastel, molts cops combinats amb vermells potents. No utilitza mai líquid d'emmascarar per reservar blancs en els seus dibuixos, sinó que treballa directament amb el blanc del paper o amb lleugers tocs de guaix per obtenir transicions suaus. Empra amb mestria i subtilesa, només en la justa mesura, altres elements com els llapis aquarel·lables o fins i tot la sal comuna i el lleixiu per aconseguir efectes i textures que enriqueixen les seves aquarel·les.
La seva obra és fruit d'un treball meticulós, la cerca constant de la perfecció i l'amor per la feina ben feta. Se la considera versàtil, tot i que treballa en un espectre temàtic força acotat.
L'any 2018 va donar els seus dibuixos originals, nadales i felicitacions diverses a la Biblioteca de Catalunya.